# 10198 Pinelli
10198 Pinelli (1996 XN26) là một tiểu hành tinh vành đai chính được phát hiện ngày 6 tháng 12 năm 1996 bởi M. Tombelli và U. Munari ở Cima Ekar.